# Austria en los Juegos Olímpicos de Helsinki 1952
Austria estuvo representada en los Juegos Olímpicos de Helsinki 1952 por un total de 112 deportistas que compitieron en 16 deportes.  
El portador de la bandera en la ceremonia de apertura fue el gimnasta Willi Welt.

## Medallistas
El equipo olímpico austríaco obtuvo las siguientes medallas:
| Nombre                             | Deporte    | Competición |
| ---------------------------------- | ---------- | ----------- |
| Oro                                |            |             |
| —                                  |            |             |
| Plata                              |            |             |
| Gertrude Liebhart                  | Piragüismo | K1 500 m F  |
| Bronce                             |            |             |
| Maximilian Raub Herbert Wiedermann | Piragüismo | K2 1000 m M |